# Julie Fiszman
Julie Fiszman (Elsene, 15 oktober 1974) is een voormalig Belgisch politica voor de PS.

## Biografie
Na haar middelbare studies aan de École Decroly in Ukkel studeerde Fiszman van 1993 tot 1994 theater en culturele activiteiten aan het INSAS in Brussel. Nadien studeerde ze in 1999 af als licentiaat in de economische wetenschappen aan de ULB en voltooide in 2002 een aanvullende studie in fiscaal beheer aan de Solvay Brussels School of Economics and Management.
Van 1999 tot 2002 werkte ze als parlementair medewerker voor de PS-fractie in het Brussels Hoofdstedelijk Parlement. Tezelfdertijd werd ze actief in de Brusselse federatie van jongerenafdeling Jeunes Socialistes, waarvan ze van 2000 tot 2003 penningmeester was. Van 2002 tot 2003 was Fiszman attaché op de directie Financiën van het ministerie van het Brussels Hoofdstedelijk Gewest en nadien van 2003 tot 2004 gedetacheerde op de transversale cel voor begroting van het kabinet van Christian Dupont, minister van de Franse Gemeenschap.
In juli 2004 trad Fiszman toe tot het Brussels Hoofdstedelijk Parlement als opvolgster van de Brusselse burgemeester Freddy Thielemans, die besloot om niet te zetelen. Ze bleef Brussels Parlementslid tot aan de verkiezingen van juni 2009 en was lid van de commissies Financiën, Begroting, Algemene Zaken, Openbaar Ambt en Buitenlandse Betrekkingen en Economische Zaken, Werkgelegenheidsbeleid en Wetenschappelijk Onderzoek. Op lokaal politiek niveau was Fiszman van 2006 tot 2012 en van 2014 tot 2018 gemeenteraadslid van Brussel.
Na haar parlementaire carrière was Fiszman van 2009 tot 2013 adviseur in budgettaire aangelegenheden op het kabinet van de Brusselse ministers-presidenten Charles Picqué en Rudi Vervoort. In november 2013 werd ze door de Brusselse regering voorgedragen als directeur-generaal Financiën en Begroting op de Gewestelijke Overheidsdienst Brussel (GOB). Ze bleef dit tot begin 2021 en is sindsdien secretaris-generaal en hoofd van de directieraad van de GOB.
Fiszman was daarnaast van 2010 tot 2022 ondervoorzitter van de raad van bestuur van het Universitair Kinderziekenhuis Koningin Fabiola en is sinds 2022 voorzitster van de raad van bestuur van Iris-Faitière, dat belast is met de directie en het algemeen beheer van het ziekenhuisnetwerk Iris.